# Casa Sumelius
La Casa Sumelius (Sumeliuksen talo in finlandese) è un edificio storico della città di Tampere in Finlandia. 

## Storia
L'edificio venne eretto nel 1901 secondo il progetto sviluppato dallo studio di architettura Grahn, Hedman & Wasastjerna.

## Descrizione
Il palazzo occupa un lotto d'angolo nel quartiere di Nalkala nel centro della città. Si affaccia sulla piazza centrale di Tampere.
L'edificio presenta uno stile che coniuga elementi storicisti con altri riconducibili all'emergente art nouveau.